# هندسة التشييد والبناء

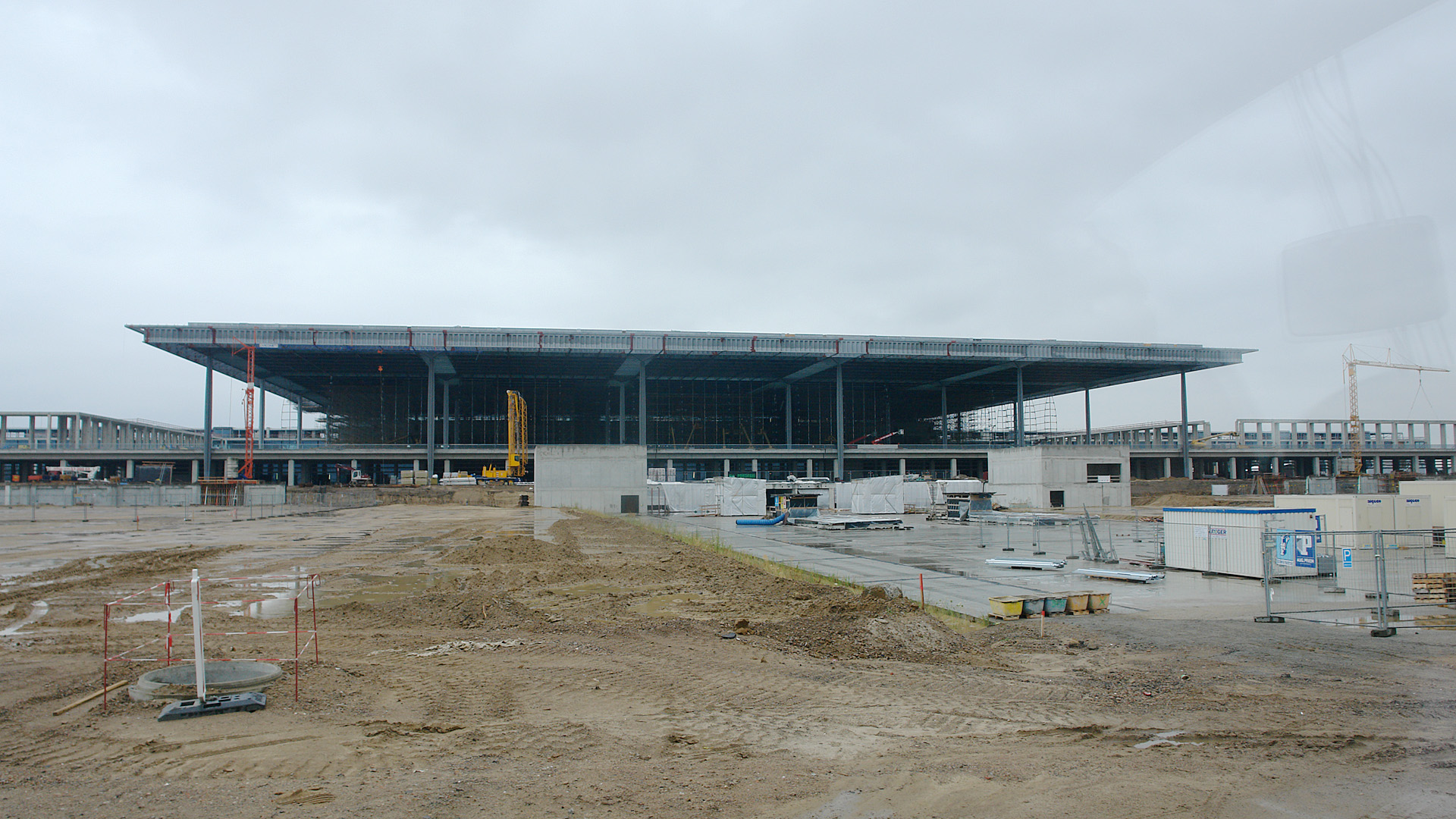

هندسة الانشاءات (بالإنجليزية: Construction Engineering)‏ هي أحد أقسام الهندسة المدنية وهي تخطيط وإدارة وبناء المنشآت مثل الطرق السريعة و الجسور و المطارات والسكك الحديدية والمباني و السدود والخزانات. تجمع هندسة التشييد بين تخصصي الهندسة المدنية وإدارة المشاريع. يتطلب بناء مثل هذه المشاريع الإلمام بمبادئ الهندسة، وإدارة الأعمال، والإجراءات، والاقتصاد، والسلوك الإنساني. إن من صلاحيات مهندسي التشييد تصميم المباني ذات الطابع المؤقت، وضمان ومراقبة الجودة، والتخطيط ومسح موقع التشييد، واختبار مواد التشييد في الموقع والرفع المساحي لمواقع التشييد، وتصميم خلطات الخرسانة، وتقدير التكاليف والتخطيط والجدولة، وهندسة السلامة، والمواد والمشتريات، واختيار المعدات، والتكاليف والهندسية ومراقبة الميزانية. تختلف هندسة التشييد عن إدارة التشييد من زاوية مستوى الرياضيات والعلوم والهندسة المستخدمة لتحليل مشاكل وعمليات التشييد.

## أنشطة العمل

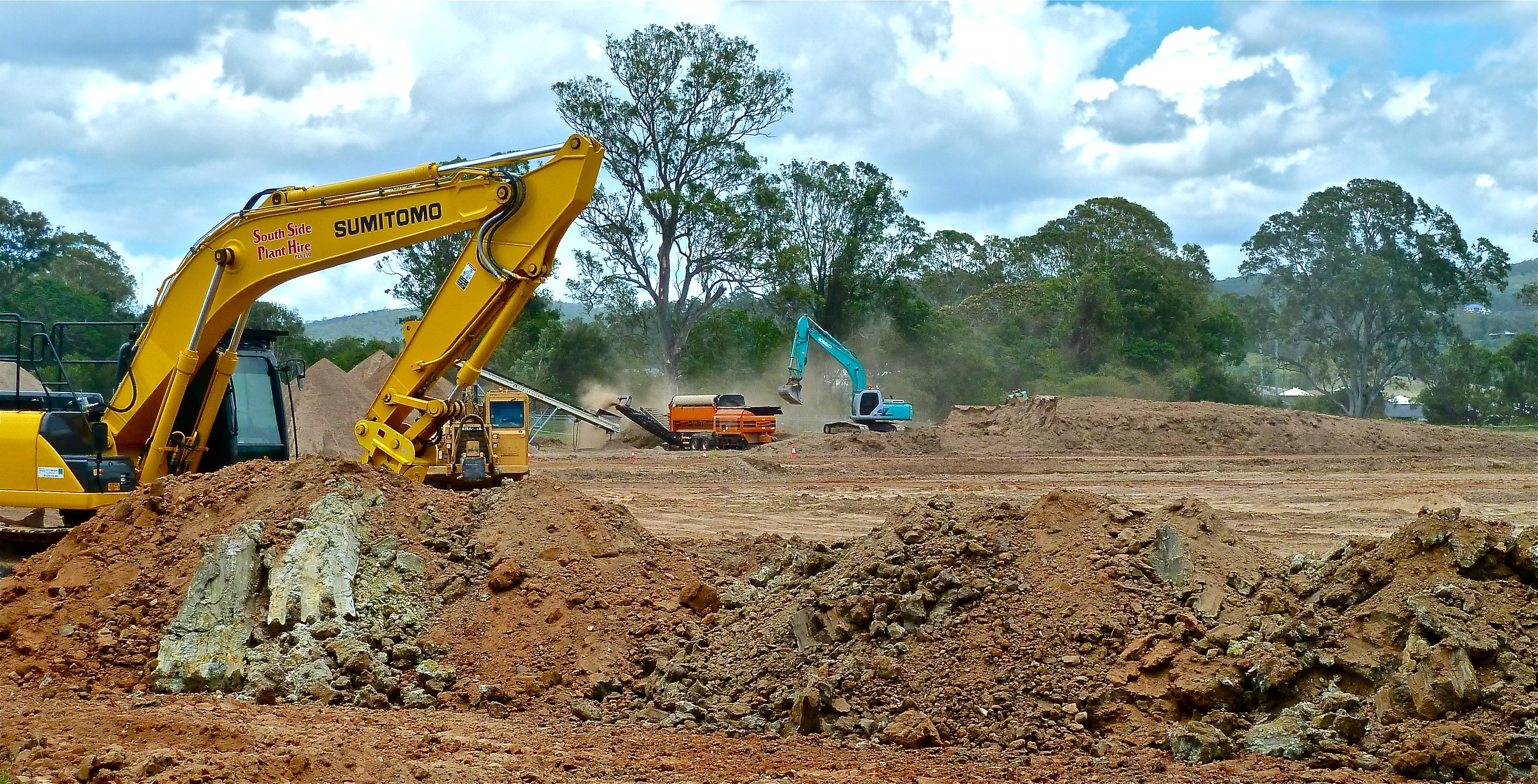
جرار مشارك في تنفيذ مشروع إنشائي هندسي.

بكونها تخصصًا فرعيًا من الهندسة المدنية، يطبق مهندسو التشييد معرفتهم وعملهم ومهاراتهم الإدارية والتقنية التي حصلوا عليها من شهادتهم الجامعية للإشراف على المشاريع التي تتضمن الجسور والأبنية ومشاريع الإسكان. يُعنى المهندسون الإنشائيون بالتصميم وإدارة/ تخصيص الأموال في هذه المشاريع. مُكَلفون بتحليل المخاطر وتقدير الكلف والتخطيط. تتطلب السيرة المهنية للعمل التصميمي وجود رخصة مهندس محترف. يُنصح للأشخاص الذين يسيرون على طريق هذه المهنة بتقديم امتحان مهندس متدرب (أو تحت التدريب)، يُشار إليه أيضًا بامتحان أساسيات الهندسة أثناء الدراسة في الكلية إذ يتطلب الأمر خمس سنوات (أربع سنوات في الولايات المتحدة) من الدراسات العليا بعد التخرج للحصول على رخصة مهندس محترف. غيرت بعض الولايات مؤخرًا متطلباتها حول شرط وجود خبرة عمل لأربع سنوات بعد التخرج حتى يتمكن الشخص من الحصول على رخصة مهندس محترف، واعتبرت أن المهندس المتدرب مؤهل لاجتياز امتحان المهندس المحترف بعد مدة لا تتجاوز 6 أشهر من اجتياز امتحان أساسيات الهندسة.
وظيفة مهندسي التشييد الجدد (أو برتبة مبتدئ) هي عمومًا مهندس مشروع أو مساعد مهندس مشروع. مسؤولون عن تحضير طلبات الشراء، ومعالجة طلبات التعديل، ويحضرون تقارير شهرية للميزانية ويستلمون محاضر الاجتماعات. لا تتطلب وظيفة إدارة أعمال البناء بالضرورة رخصة مهندس محترف؛ على أي حال، يجعل الحصول على هذه الشهادة من الشخص مطلوبًا أكثر، باعتبار أن رخصة مهندس محترف تتيح للشخص التوقيع على أعمال البناء المؤقتة.

## الإمكانيات
يُعد مهندسو التشييد حلّالين للمشاكل. يساهمون في خلق البنية التحتية التي تلبي المتطلبات الخاصة لبيئة العمل على أفضل وجه. يجب أن يكونوا قادرين على إدراك دورات حياة البنى الأساسية. حين مقارنتهم وتوضيح اختلافهم مع مهندسي التصميم، يضع مهندسو التشييد وجهات نظرهم الفريدة في حل المشاكل التقنية بكل وضوح وإبداع. في حين ينبغي بالتأكيد على الأشخاص الذين يفكرون باتخاذ هذا المسار المهني امتلاك فهم قوي للرياضيات والعلوم، إلا أن المهارات العديدة الأخرى مرغوبة أيضًا وبشكل كبير، من ضمنها التفكير النقدي والتحليلي وفن إدارة الوقت وتوفر مهارات التواصل الجيد ومهارات إدارة شؤون الأفراد.

## آفاق العمل
تملك آفاق عمل مهندسي التشييد بشكل عام تباينات دورية. مثلًا، بدءًا من عام 2008 وبالاستمرار إلى عام 2011 على الأقل، كانت آفاق العمل رديئة بسبب انفجار الفقاعات الإسكانية في أجزاء عدة من العالم. قلص هذا الأمر الطلب على البناء بشدة، ما أجبر محترفي الإنشاءات بالاتجاه نحو أعمال البنى التحتية وتزايدت بذلك المنافسة التي يواجهها مهندسو التشييد المُعتمدون والجدد. زاد هذا الأمر من المنافسة وقلص بشكل كبير في كميات الطلب على مهندسي الإنشاءات، أيضًا، أدت أتمتة العديد من المهام الهندسية في النهاية إلى قلة آفاق عمل مهندسي الإنشاءات. في بدايات عام 2010، امتلكت صناعة الإنشاءات في الولايات المتحدة معدل بطالة 27%، أعلى بثلاث مرات تقريبًا من معدل البطالة المتوسط القومي 9.7%. يمكن مقارنة معدل البطالة لدى مهندسي التشييد (من ضمنهم حرفيو البناء) مع معدل البطالة لعام 1933 في الولايات المتحدة -أدنى مستوى للكساد الكبير الذي كان 25%.

## تخصصات هندسة التشييد والبناء الفرعية
- التشييد وإدارة المشروع .
- هندسة الطرق والمرور .
- التصميم الإنشائي .

## وصلات خارجية
- الجمعية العالمية لمعلومات التشييد
- الجمعية الدولية للميكنة والروبوت في التشييد